# Saint-Denis-du-Pin
Saint-Denis-du-Pin korábbi község Franciaországban, Charente-Maritime megyében. Lakosainak száma 732 fő (2018. január 1.). Saint-Denis-du-Pin Antezant-la-Chapelle, La Benâte, Courcelles, Loulay, Lozay, Saint-Jean-d’Angély és La Vergne községekkel határos.
2016. január 1-jén La Benâte korábbi községgel egyesült és az így létrejött Essouvert új község része lett.

## Népesség
A település népessége az elmúlt években az alábbi módon változott:
| Lakosok száma | 708  | 685  | 628  | 678  | 704  | 726  | 738  | 1251 | 743  | 732  |
|               | 1962 | 1968 | 1975 | 1990 | 1999 | 2008 | 2013 | 2016 | 2017 | 2018 |